# Gilles Guérin

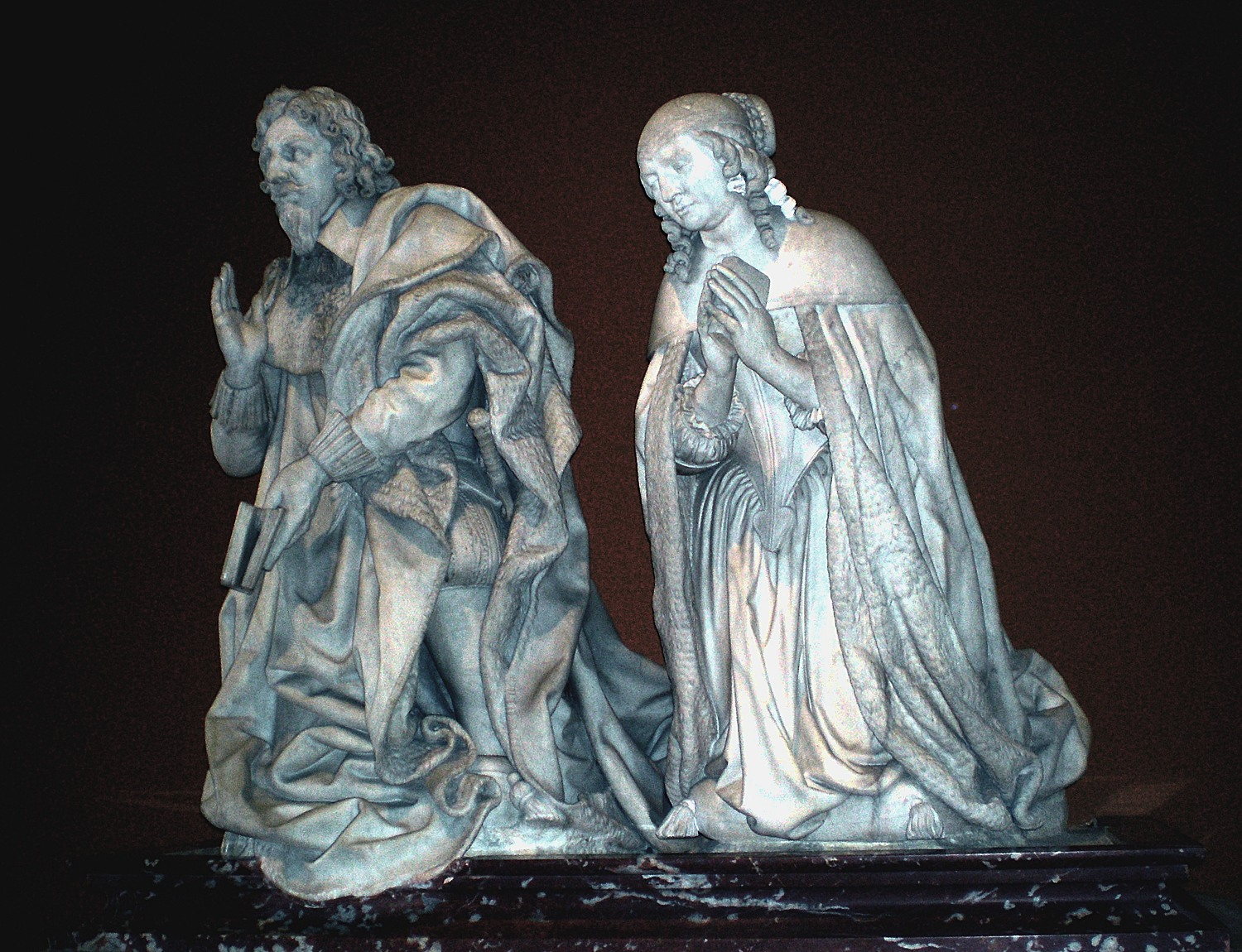
Gilles Guérins gravmonument över hertigparet av la Vieuville.

Gilles Guérin, född 1611 i Paris, död där den 26 februari 1678, var en fransk bildhuggare.
Guérin, som var professor vid akademien i Paris, prydde Louvren och Versailles samt privatbyggnader och kyrkor med skulpturverk. Två av hans främsta gravmonument, för Charles, hertig av la Vieuville (1652) och dennes gemål (1663), är flyttade till Louvren. I synnerhet beröms hans reliefporträtt.